# قائمة البعثات الدبلوماسية لإقليم كردستان
```

البعثات الدبلوماسية لإقليم كردستان العراق
إقليم كردستان
الدول التي تستضيف مكاتب تمثيلية لإقليم كردستان

قائمة البعثات الدبلوماسية لإقليم كردستان
، الإقليم المتمتع بالحكم الذاتي في 
العراق
. شهد الحضور الكردي في الخارج نمواً كبيراً منذ عام 2007. تمتلك 
حكومة الإقليم
 حالياً مكاتب تمثيلية في 13 دولة وبعثة إلى 
الاتحاد الأوروبي
.
[
1
]
```

يكفل دستور العراق حق إقليم كردستان في مواصلة ممارسة الاحتفاظ بمكاتب تمثيلية في الخارج لتعزيز مصالحه الاقتصادية والثقافية والتعليمية. وتكتسب بعض الدول أهمية خاصة لدى حكومة الإقليم بسبب علاقاتها الطويلة معها، أو بسبب مكانتها السياسية والاقتصادية، أو لوجود نسبة كبيرة من الشتات الكردي داخل حدودها. وتتمثل المسؤوليات الأساسية لهذه المكاتب التمثيلية في تعزيز الوعي والاهتمام الدولي بسياسة الإقليم وثقافته واقتصاده وتعليمه وفرص الأعمال والاستثمار. وبالإضافة إلى ذلك، ونظراً للعدد الكبير من أكراد العراق المقيمين في الخارج، فإن المكاتب التمثيلية لحكومة الإقليم تقدم أيضاً بعض الخدمات القانونية مثل التصديق والمصادقة على الوثائق الخاصة بأبناء الشتات الكردي لاستخدامها داخل إقليم كردستان، بالتنسيق مع وزارة الخارجية العراقية. كما يمكن لممثل حكومة الإقليم منح التوكيلات ومساعدة مواطني الإقليم المقيمين في الخارج في الحصول على الاستشارات القانونية داخل الإقليم.

## الأمريكتين
- الولايات المتحدة
  - واشنطن العاصمة (مكتب تمثيلي)

## آسيا
- إيران
  - طهران (مكتب تمثيلي)

## أوروبا
- النمسا
  - فيينا (مكتب تمثيلي)[3]
- فرنسا
  - باريس (مكتب تمثيلي)
- ألمانيا
  - برلين (مكتب تمثيلي)
- إيطاليا
  - روما (مكتب تمثيلي)
- بولندا
  - كراكوف (مكتب تمثيلي)
- روسيا
  - موسكو (مكتب تمثيلي)
- إسبانيا
  - مدريد (مكتب تمثيلي)
- السويد
  - ستوكهولم (مكتب تمثيلي)[4]
- سويسرا
  - برن (مكتب تمثيلي)
- المملكة المتحدة
  - لندن (مكتب تمثيلي)

## أوقيانوسيا
- أستراليا
  - سيدني (مكتب تمثيلي)

## المنظمات متعددة الأطراف
- الاتحاد الأوروبي
  - بروكسل (بعثة إلى الاتحاد الأوروبي)

## روابط خارجية
- "مكاتب حكومة الإقليم في الخارج". حكومة إقليم كردستان. مؤرشف من الأصل في 2014-12-15. اطلع عليه بتاريخ 2014-07-23.